# Ruffano
Ruffano là một đô thị và thị xã của Ý. Đô thị này thuộc tỉnh Lecce trong vùng Apulia. Ruffano có diện tích 39 km2, dân số theo ước tính năm 2010 của Viện thống kê quốc gia Ý là 9724 người. 
Các đơn vị dân cư:
Đô thị Ruffano giáp với các đô thị: